# مهر هفتم
مُهر هفتم (به سوئدی: Det sjunde inseglet) فیلمی سوئدی در ژانر فانتزی تاریخی به کارگردانی اینگمار برگمان محصول سال ۱۹۵۷ است. این فیلم کمک قابل ملاحظه‌ای به تبدیل شدن برگمان به کارگردانی بین‌المللی کرد. به‌ویژه پس از آنکه فیلم در سال ۱۹۵۷ برنده جایزه ویژه هیئت داوران جشنواره فیلم کن شد. این فیلم در سایت imdb توانسته نمره‌ی ۸/۱ را کسب کند.
فیلم در مورد یک شوالیه قرون وسطایی است که سفری را از سرزمین طاعون‌زده آغاز کرده‌است و یک بازی شطرنج میان او و مظهر مرگ که برای ستاندن جان او آمده‌است.

## دربارهٔ فیلم
مُهر هفتم فیلمی بود که اعتبار جهانی برگمان را در میانه دهه ۱۹۵۰ تضمین کرد و آوازه او را در محافل هنری و فرهنگی همه کشورها گسترانید. برای بسیاری که میانه چندانی با سینما نداشتند، مُهر هفتم مظهر فیلم‌های روشن‌فکرانه و «سنگین» شد. این ارزیابی‌ها بیشتر متکی بر تحسین مایه‌های فلسفی و تمثیل‌پردازی‌های فیلم بود. مُهر هفتم صریح‌ترین و بی‌واسطه‌ترین رویکرد به پرسش وجود خداوند است (پرسشی که در فیلم به گونه‌های مختلف پاسخ می‌گیرد) و در برابر پس‌زمینه‌ای قرون وسطایی، وهم و جادو، سرگشتگی و ویرانی و اضطراب‌های هستی شناختی خودنمائی می‌کنند. از لحاظ بصری نیز مُهر هفتم بسیار به یادماندنی است تصویر سلطه مرگبار طاعون، کوره‌راه‌ها و چشم‌اندازهای لخت و سرد، شطرنج‌بازی شوالیه با مرگ و رقص آئینی شخصیت‌ها تنها چند نمونه از جلوه‌های دراماتیک کار هستند. فون سیدو و بیورنستراند در کنار یکدیگر می‌درخشند و پوپ در نقش «یوف» بهترین بازی عمرش را ارائه می‌دهد. آندرسون و لیندبلوم که بعدها در فیلم‌های برگمان مکرر حضور یافتند، نیز دیدنی‌اند.

## بازخورد
این فیلم اکنون به عنوان یک شاهکار سینما در نظر گرفته می شود. در سال ۱۹۹۹ ویلج ویس بر اساس نظرسنجی از منتقدان، مهر هفتم را در رتبه ۳۳ در فهرست ۲۵۰ فیلم برتر قرن خود قرار داد. این فیلم همچنین در سال ۲۰۰۰ در راهنمای نیویورک تایمز برای بهترین ۱۰۰۰ فیلم ساخته‌شده گنجانده شد.
در متاکریتیک، این فیلم بر اساس ۱۵ نقد دارای امتیاز ۸۸/۱۰۰ است که نشان دهنده «تحسین جهانی» است.

## اقتباس‌ها
براساس ایده‌ی محوری این فیلم چندبن اثر هنری به وجود آمده است که از جمله‌ی آن‌ها می‌توان به نمایشنامه‌ای کوتاه از وودی آلن به نام مرگ در می‌زند اشاره کرد. وودی آلن در این نمایشنامه‌ روایتی کمیک از شرط‌بندی انسان با مرگ ارائه می‌دهد که در آن مرگ به سراغ مردی می‌رود و او با پیشنهاد بازی ورق مرگ را به دام انداخته و او را وارد چرخه‌ی بی‌پایانی از شرط‌بندی بر سر زندگی‌اش می‌کند.  
در نمونه‌ای دیگر هوشنگ گلشیری به سال ۱۳۷۳ داستانی نوشته است به نام حریف شب‌های تار که در آن شخصی با مرگ تخته نرد بازی می‌کند.